# Sonate pour piano à quatre mains en si bémol majeur, K. 358/186c
Pour les articles homonymes, voir Sonate pour piano à quatre mains.
La Sonate pour piano à quatre mains en si bémol majeur, KV 358/186c, est une œuvre de Mozart composée au printemps 1774 à Salzbourg.

## Structure
La sonate se compose de trois mouvements :
1. Allegro, en si bémol majeur, à , 110 mesures, sections répétées 2 fois : mesures 1 à 45, mesures 46 à 103, Coda : mesures 104 à 110
2. Adagio,  en mi bémol majeur), à 
, 69 mesures, sections répétées 2 fois : mesures 1 à 26, mesures 27 à 64, Coda : mesures 65 à 69
3. Molto presto, en si bémol majeur, à 
, 239 mesures, sections répétées 2 fois : mesures 1 à 88, mesures 89 à 224, Coda : mesures 225 à 239

Durée de l'interprétation : environ 18 minutes